# Saint-Denis-lès-Bourg
Saint-Denis-lès-Bourg es una comuna francesa del departamento de Ain, en la región de Auvernia-Ródano-Alpes. 

## Geografía
Forma parte de la aglomeración urbana de Bourg-en-Bresse.

## Demografía
| 1 472 | 1 631 | 1 940 | 2 510 | 3 181 | 3 352 | 4 145 | 4 921 | 5 357 | 5 505 |
| Para los censos de 1962 a 1999 la población legal corresponde a la población sin duplicidades (Fuente: INSEE [Consultar]) |       |       |       |       |       |       |       |       |       |

## Hermanamientos
- Schutterwald (Alemania)
- Redea (Rumania)